# Ясен плакучий
Я́сен плаку́чий — ботанічна пам'ятка природи місцевого значення в Україні. Розташована в межах Жмеринського району Вінницької області, в селі Носківці, на території школи. 
Площа 0,01 га. Оголошена відповідно до Рішення Вінницького облвиконкому від 29.08.1984 року № 371. Перебуває у віданні Носковецької ЗОШ І-ІІІ ст. 
Охороняється красивий плодоносний екземпляр ясена звичайного плакучої форми віком близько 180 років.